# Koundianakoro
Koundianakoro är en ort i Guinea.   Den ligger i prefekturen Mandiana Prefecture och regionen Kankan Region, i den östra delen av landet, 600 km öster om huvudstaden Conakry. Koundianakoro ligger 366 meter över havet och antalet invånare är 31 489.
Terrängen runt Koundianakoro är platt. Runt Koundianakoro är det glesbefolkat, med 19 invånare per kvadratkilometer. Det finns inga andra samhällen i närheten. Omgivningarna runt Koundianakoro är huvudsakligen savann.